# Lennart Torstenson

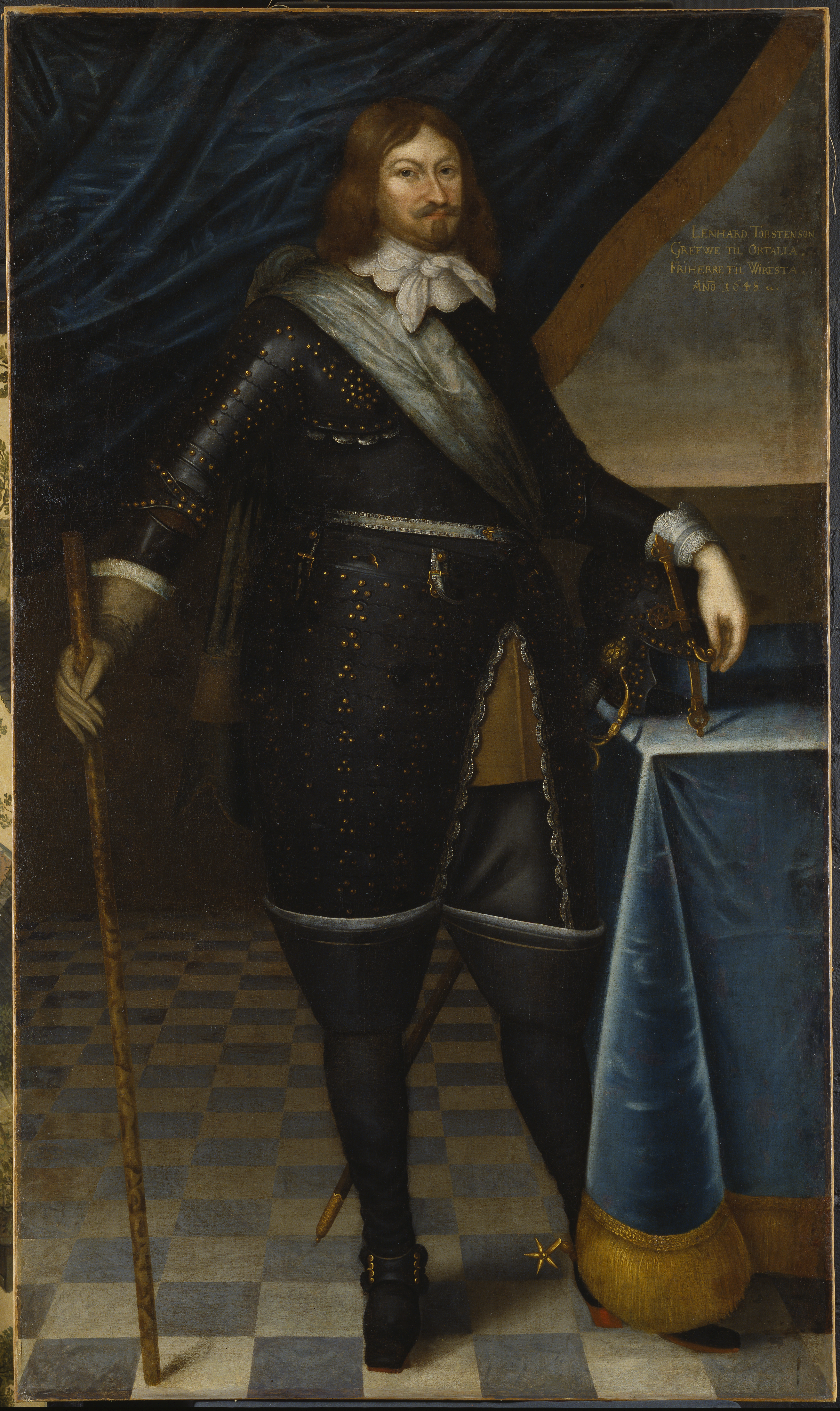
Lennart Torstenson.

Lennart Torstenson (Västra Tunhem, actualmente municipio de Vänersborg, 17 de agosto de 1603 - Estocolmo, 7 de abril de 1651) fue un importante comandante e ingeniero militar sueco. Tuvo un papel clave durante la Guerra de los Treinta Años, en la que contribuyó enormemente a la victoria sueca.

## Juventud y primeras experiencias militares
Torstenson nació en la propiedad familiar de Forstena, en la región del Västergötland, en la Suecia meridional. Sus padres eran Märta Nilsdotter Posse y Torsten Lennartson, señor de Forstena, que había sido comandante de la fortaleza de Älvsborg y defensor del rey Segismundo III Vasa, destronado en 1599 por el duque Carlos. Los padres de Lennart fueron obligados a huir del país a causa de la declarada lealtad del padre al depuesto Segismundo, dejando a Lennart al cuidado de unos parientes; su padre volvió a Suecia 20 años después. El tío paterno de Lennart, Anders Lennartsson, Alto Condestable de Suecia, era muy apreciado por el nuevo rey Carlos, pero murió en la Batalla de Kirkholma de 1605.
Con 15 años se convirtió en paje del joven rey Gustavo Adolfo, y le fue concedido el poder asistir a la guerra entre Suecia y Polonia por la posesión de Livonia, de 1620 a 1622, y en particular en la toma de Riga de 1621. A continuación, con 20 años de edad, emprendió un largo viaje con el fin de conocer países extranjeros.
En enero de 1626 Lennart participó como abanderado en la Batalla de Wallhof, durante una posterior guerra contra Polonia, así como en la campaña de Prusia de 1628-1629. Según la tradición, durante la batalla Gustavo Adolfo ordenó a Torstenson que entregara una orden a un oficial; durante el trayecto, se dio cuenta de que el enemigo había cambiado la disposición de sus fuerzas, y en consecuencia modificó la orden. Gustavo alzó la mano, pero rápidamente cambió de idea y dijo: "Lennart, esto habría podido costaros la vida, pero quizás serías más adecuado como general que como paje".

## Guerra de los Treinta Años

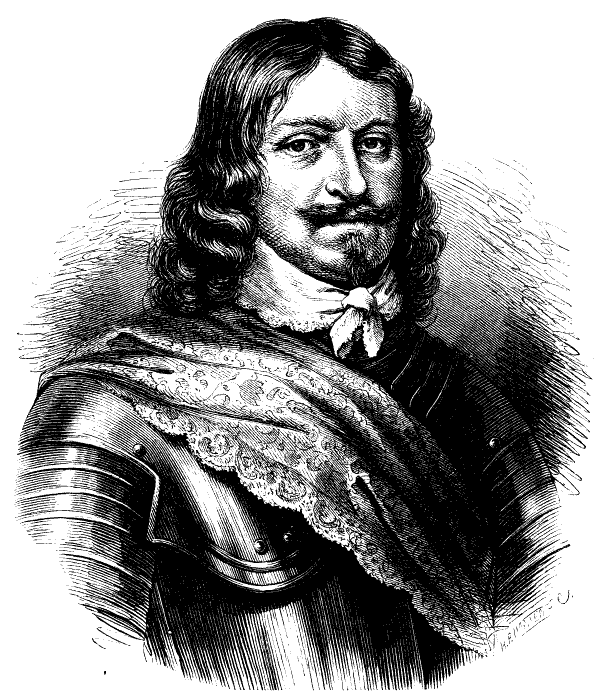
Caricatura de Lennart Torstenson

En 1629 Lennart fue puesto al mando de la artillería sueca, desembarcando en Alemania junto al resto del ejército cuando Gustavo Adolfo emprendió la invasión del Sacro Imperio Romano Germánico. Gracias a su papel pudo contribuir eficazmente a las victorias suecas en las batallas de Breitenfeld y de Rain. Durante el curso de ese mismo año, fue hecho prisionero por las tropas imperiales, siendo retenido por casi un año en Ingolstadt. Vuelto al servicio del ejército sueco, se distinguió durante la batalla de Wittstock, al mando de Johan Banér, durante el curso de la defensa de las bases suecas en Pomerania en 1637-1638. Participó además en la batalla de Chemnitz y en el ataque sueco a Bohemia de 1639. En 1641, sin embargo, fue obligado a volver a Suecia a causa de las malas condiciones de su salud derivadas de su año en prisión; aquí entró a formar parte del Consejo Privado de Suecia.
La imprevista muerte de Banér en mayo de 1641 obligó a Lennart a regresar a Alemania, donde fue ascendido a mariscal de campo, asumiendo el papel de generalísimo de las fuerzas suecas y Gobernador General de Pomerania. Éste pasó rápidamente a la ofensiva, marchando a través de Brandeburgo y Silesia hasta Moravia, capturando la mayor parte de las fortalezas enemigas a lo largo de este trayecto. La tentativa de las fuerzas imperiales de recuperar las posiciones perdidas fue frenada en la segunda batalla de Breitenfeld el 2 de noviembre de 1642, donde Torstenson aniquiló casi completamente las fuerzas enemigas.
En 1643 invadió Moravia, pero tuvo que acudir al norte para contrarrestar el imprevisto ataque llevado a cabo por Dinamarca en los dominios suecos. A pesar de las dificultadas debidas al predominio marítimo de la flota danesa, Torstenson, con su fulminante intervención, paralizó de hecho las fuerzas terrestres danesas, obligando al rey Cristián IV de Dinamarca a firmar el Tratado de Brömsebro, ventajoso para Suecia. Este conflicto local, en parte por la determinante actuación de Torstenson, fue denominado como Guerra de Torstenson.
Resuelto el problema danés, en 1644 condujo una vez más sus tropas en Alemania, derrotando a los imperiales en la batalla de Jüterbog. En noviembre del año siguiente penetró en Bohemia, y de hecho, con la gran victoria obtenida en la batalla de Jankov del 6 de marzo de 1645 abrió el camino hacia Viena. Sin embargo, las tropas suecas, a pesar de alcanzar el Danubio, no consiguieron avanzar más, y en diciembre Torstenson, enfermo de gota, se vio obligado a abandonar el mando y volver a Suecia.
En 1647 fue nombrado conde de Ortala y, desde 1648 hasta 1651 fue gobernador general de las provincias suecas occidentales. Murió en Estocolmo, el 7 de abril de 1651. Su cuerpo fue sepultado en una solemne ceremonia en la iglesia de Riddarholmen, donde reposan los grandes personajes de la historia sueca. Torstenson fue ciertamente uno de los más grandes comandantes de la Guerra de los Treinta Años, distinguiéndose sobre todo por la conducción dinámica de las tropas y la rapidez de sus movimientos. No obstante, a menudo tuvo que dirigir las operaciones desde una litera a causa de sus condiciones de salud. Fue además uno de los principales expertos de artillería e ingeniería del ejército sueco.